# Friedrich Reinecke (Fotograf)

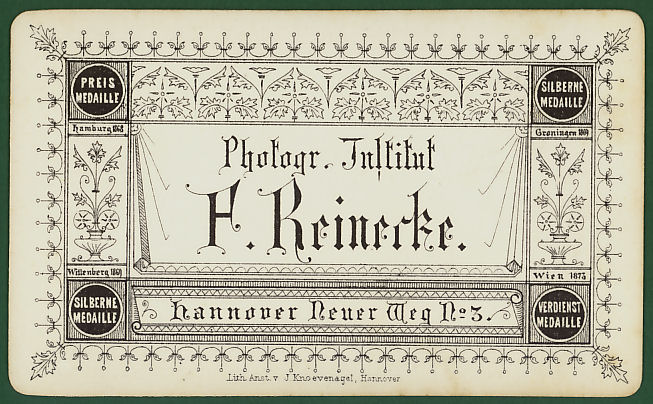
„Photogr. Institut F. Reinecke“,
Revers einer Carte de Visite mit Hinweisen auf Auszeichnungen und der Adressangabe Neuer Weg 3, gedruckt von der lithographischen Anstalt von Julius Knoevenagel

Friedrich Reinecke (auch: Samuel Traugott Friedrich Reinecke; * 25. Februar 1837 in Berlin; † 11. August 1904 in Hannover) war ein deutscher Fotograf.

## Leben

### Familie
Samuel Traugott Friedrich Reinecke wurde 1837 geboren als Sohn des Berliner Kaufmannes und Inhabers einer seinerzeit in der Leipziger Straße 104 in Berlin ansässigen Capwein-Großhandlung Johann Samuel Gottlieb Carl Reinecke. Seine Mutter war Wilhelmine Beyerhaus. Gut vier Wochen nach seiner Geburt wurde Reinecke am 26. März 1837 in Berlin getauft.
Ebenfalls in der preußischen Hauptstadt heiratete er in der Invalidenkirche seine Ehefrau Marie Elisabeth Friederike Ida (* 14. August 1840 in Berlin, getauft 17. September 1840 in der Berliner Invalidenkirche; † 4. Februar 1912 in Hannover). In Hannover wurde das Paar Eltern mehrerer Kinder, darunter
- Wilhelmine Friederike Louise Elisabeth Helene (* 8. August 1861 in Hannover, getauft am 25. September 1861 in der Gartenkirche, verheiratet am 28. Februar 1889 mit dem aus der seinerzeit in Westpreußen gelegenen Stadt Neustadt stammenden Drogeriebesitzer Hugo Ilgner († 30. April 1935), gestorben im Heilig-Geist-Stift). Ihr gemeinsamer Sohn Fritz Reinecke († 20. Mai 1943 in Hannover) wurde Offizier zur See.[2]
- Ernst Karl Friedrich Reinecke (* 20. April 1864 in Hannover), Kaufmann und ab 1897 Inhaber der Gummiwaren-Firma Ernst Reinecke, der bis 1904 unter der Adresse Neuer Weg 3 in Hannover wohnte.[2]

Im Todesjahr Reineckes fand sich im hannoverschen Adressbuch für das Jahr 1904 neben der Adressangabe Neuerweg 3 für den Fotografen auch der unter derselben Adresse firmierende und im Handelsregister beim Amtsgericht Hannover eingetragene Kaufmann und Inhaber der gleichnamigen Firma Ernst Reinecke. Dieser soll 1904 aus dem Gebäude fortgezogen sein. Das Adressbuch Hannover für das darauf folgende Jahr 1905 verzeichnet in dem Gebäude an der Ecke zur – damaligen – Friedrichstraße am Verbindungsweg zur Leinstraße lediglich die Fotografen-Witwe, die das Haupthaus unter der Nummer 3 über beide Stockwerke bewohnte, sowie die unter der Hausnummer 3a wohnende Witwe Ilgner.

### Werdegang

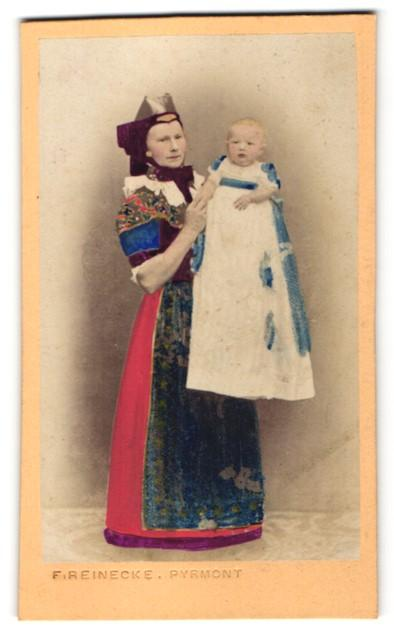
Frau in Tracht mit Baby im Taufkleid in Bad Pyrmont;
kolorierte Carte de Visite, um 1878

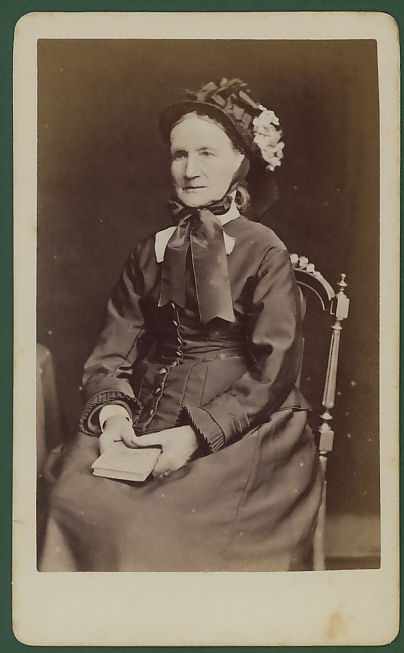
Zeitgenössische Atelieraufnahme Reineckes einer älteren Dame in der Mode der 1870er Jahre

Die Familie von Friedrich Reinecke hatte sich bereits Anfang der 1860er Jahre in der Residenzstadt des Königreichs Hannover niedergelassen. In dem auf das Jahr der Taufe seiner Tochter Helene folgenden Jahr verzeichnete das Adreßbuch der königlichen Haupt- und Residenzstadt Hannover für das Jahr 1862 erstmals den Haushaltsvorstand und die gleichlautende Anschrift seines Unternehmens als „photogr. Institut“ unter der Adresse Neuerweg 2a. Er war damit unmittelbarer Nachbar des ersten niedergelassenen Fotografen in der Geschichte der Stadt Hannover, Friedrich Wunder, der im „Haus Billet No. 3“ am Neuen Weg sein eigenes fotografisches Atelier errichtet hatte und mit der aufkommenden Carte-de-Visite-Fotografie seinen Wohlstand vergrößern konnte.
Ebenfalls aus dem Jahr 1861, dem Jahr der Niederlassung Friedrich Reineckes am Neuen Weg, datieren mit den Dokumentarfotografien von der Einweihung des Ernst-August-Denkmals einige der ältesten bekannten Aussenfotografien,  die Stadtansichten. Eine Sichtung aller bekannten Fotografien mit Hannover-Motiven des 19. Jahrhunderts durch den Fotografie-Historiker Ludwig Hoerner erbrachte, dass insbesondere Friedrich Reinecke – und unter den Mitbewerbern vor allem Georg Alpers – als starke Konkurrenten gegenüber Friedrich Wunder agierten.
Am 25. April 1862 wurde Friedrich Reinecke neuer Eigentümer des Grundstückes Neuer Weg 3.
Ab den 1860er Jahren nahm Reinecke an verschiedenen Ausstellungen teil und wurde hierfür mit verschiedenen Medaillen geehrt. Für seine auf der Weltausstellung 1873 in Wien gezeigten Architekturfotografien insbesondere seine „Interieurs“ fanden im Amtlichen Bericht 1874 Erwähnung, wurde er mit der Verdienstmedaille ausgezeichnet.
Auf der 1878 in Hannover veranstalteten Allgemeinen Gewerbeausstellung der – nunmehr preußischen – Provinz Hannover trat Reinecke als „offizieller“ Fotograf auf und war auch mit einem eigenen Atelier auf dem Ausstellungsgelände vertreten. Da das Ansehen der Fotografie insbesondere auch mangels einer standespolitischen Vertretung der Berufsgruppe – die Fotografische Gesellschaft zu Hannover von 1903 wurde ja erst ein Viertel Jahrhundert später gegründet – wurden den ausstellenden Fotografen trotz deren Vorabzahlungen und rechtzeitigen Eintreffens erst nach einer Wartezeit vor Ort übriggebliebene Plätze zugewiesen. Reinecke machte seinen Ärger darüber durch seinen Bericht in der im Folgejahr in Weimar erschienenen Deutschen Photographen-Zeitung Luft. Ebenfalls 1879 empfahl er sich mit einer Anzeige im Hannoverschen Wochenblatt für Handel und Gewerbe insbesondere zur Ablichtung von Möbeln, Einrichtungsgegenständen und „Zimmer-Einrichtungen im gotischen Stil.“
Um 1878 datiert etwa eine Aufnahme Reineckes zur Geschichte der Straßenbahn Hannovers, die den seinerzeit noch beschaulichen Aegidientorplatz mit zwei doppelstöckigen Pferdebahnen zeigt und zur Illustration in dem von Klaus Mlynek und Waldemar R. Röhrbein herausgegebenen mehrbändigen Standardwerk Geschichte der Stadt Hannover diente.

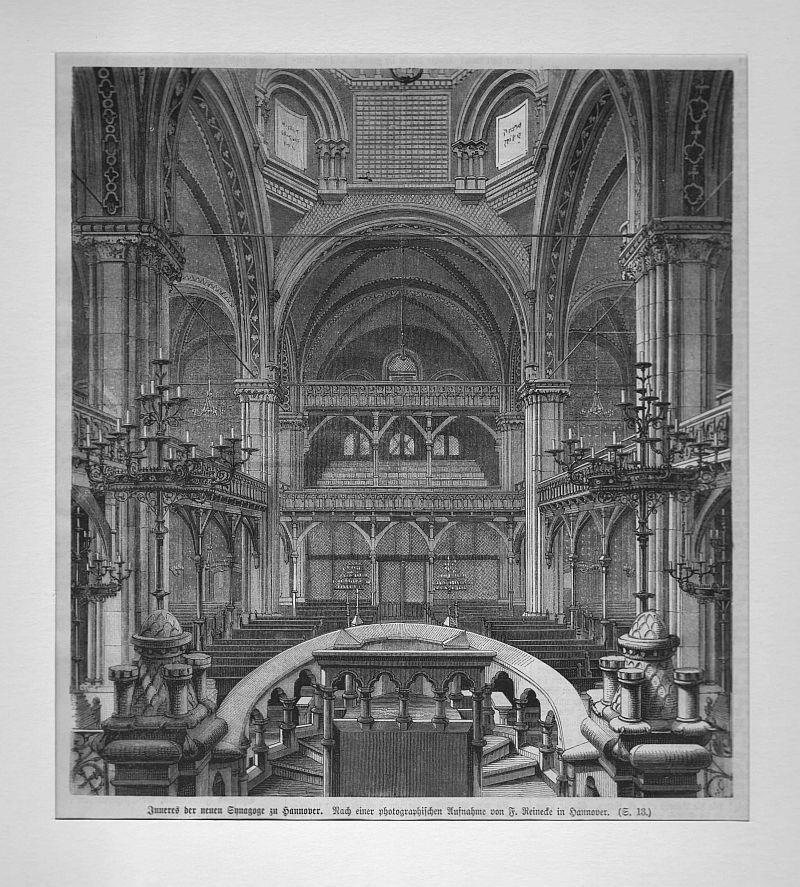
„Inneres der neuen Synagoge zu Hannover“; Holzstich um 1890;
nach Reineckes Fotovorlage in einer Zeitschrift

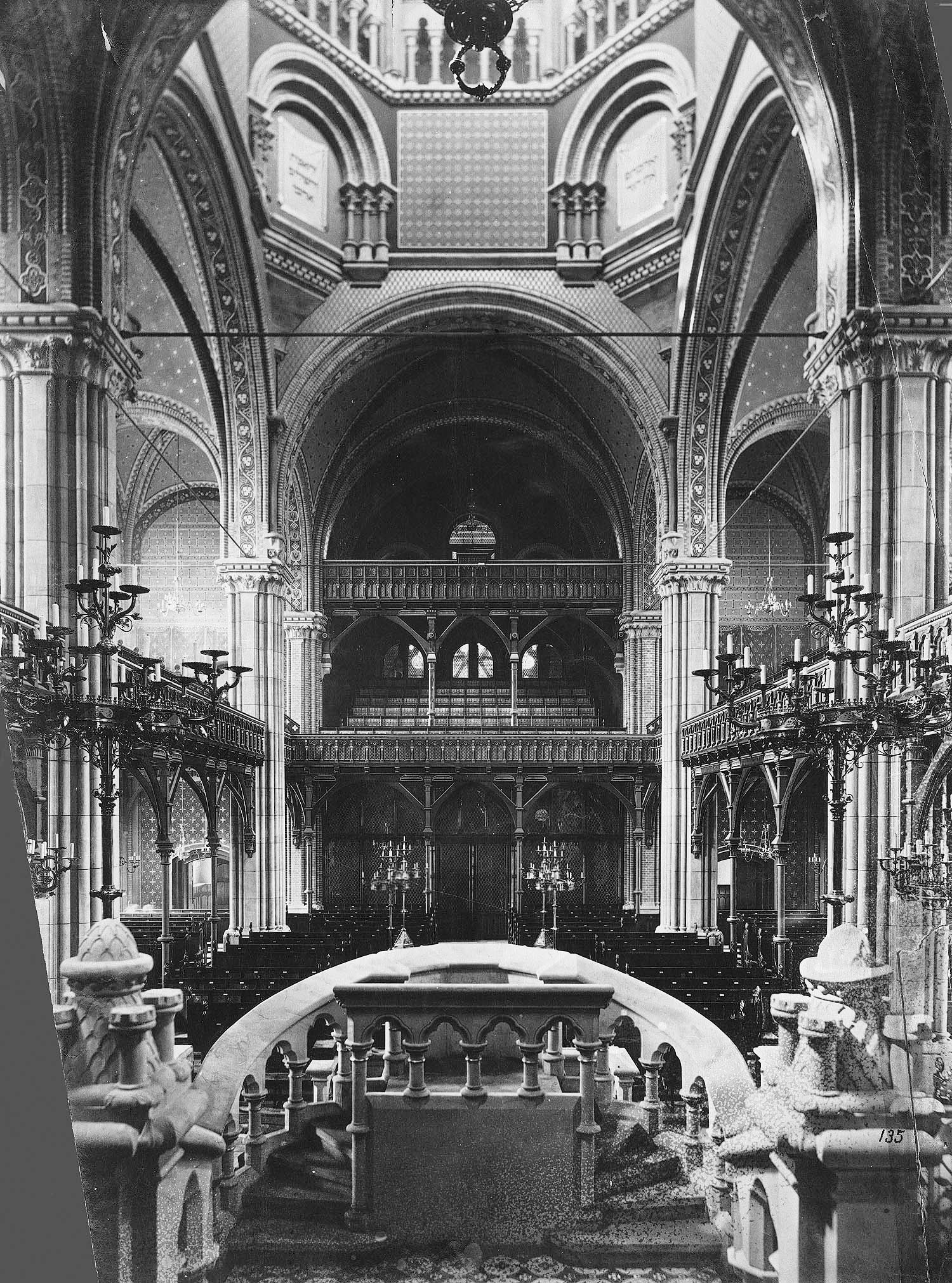
Das Foto zum Stich

Ende der 1880er Jahre wirkte „der hannoversche Fotograf F. Reinecke“ in Bad Pyrmont, wo er beispielsweise vor 1887 die mit fünf Frauen belebte Helenenquelle als arrangierte Fotografie der seinerzeit noch durch künstlich geschaffene Felswände gerahmten und von einer Grotte als Mittelpunkt eingefassten Quelle dokumentierte, wenngleich das – gestellte – Foto durch die teilnehmenden Personen aufgehübscht wurde.
Ab 1897 fertigte Friedrich Reinecke, wohl versehentlich nach der Hannoverschen Fahnenfabrik als „der vortreffliche alte Franz Reinecke“ bezeichnet, mittels den von den städtischen Kollegien aus dem Kunstfonds bewilligten „ansehnlichen Mitteln (und) in geradezu freundschaftlicher Hingebung“ für den Prähistoriker und Museumsdirektor Carl Schuchhardt ungezählte Fotografien für Schuchardts Werk Die hannoverschen Bildhauer der Renaissance. Zur Dokumentation lichtete Reinecke die in Stein gemeißelten Objekte teilweise „in frühester Morgenstunde (ab), um das Relief in der richtigen schrägen Beleuchtung zu bekommen.“

## Auszeichnungen
Laut einem wohl aus den 1880er Jahren stammenden Revers einer Carte de Visite (CDV) Reineckes hatte der Fotograf an verschiedenen Ausstellungen teilgenommen, bei denen er für seine Arbeiten mit Medaillen ausgezeichnet wurde:
- 1868: Hamburg;
- 1869: Groningen
- 1869: Wittenberg;.[7]
- 1873: Wien, Weltausstellung, Verdienstmedaille für Architekturaufnahmen.[8]

## Weitere Werke (Auswahl)

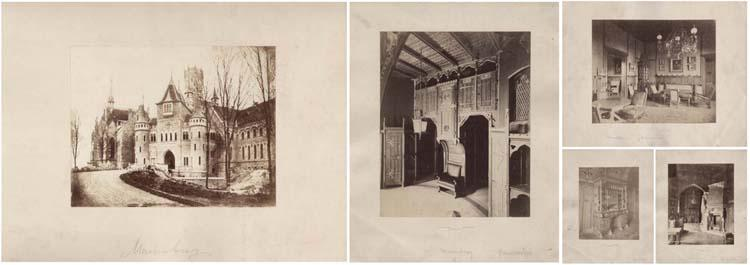
Um 1865 im Auftrag von König Georg V.: Vier Lichtbilder von Schloss Marienburg;
aus der Provenienz der Welfen, mit Bleistift handschriftlich bezeichnet von/aus Gmunden; Nachlass von Ernst August von Cumberland

- Unter anderem im Historischen Museum Hannover finden sich Foto-Abzüge Reineckes, die als „Faksimile“ durch den Archiv Verlag vieltausendfach reproduziert und unter dem Oberbegriff Das Stadtbild Hannover mittels der von Franz Rudolf Zankl herausgegebenen Loseblatt-Sammlung Hannover Archiv publiziert und kommentiert wurden. In dem Werk finden sich die mit einem führenden S („S“tadtbild) fortlaufend nummerierten Blätter
  - um 1870: Die Polytechnische Schule an der Georgstraße (S 81)
  - um 1875: Wohnhausgruppe Akazienstraße (S 98)
  - um 1877: Ecke Königstraße Am Neuen Hause (S 3);
  - um 1878: Der Aegidientorplatz vor 100 Jahren (S 23);
  - um 1880: Blick durch die Marktstraße nach Süden (S 88);
  - 1886: Marktplatz Ecke Schmiedestraße (S 22);
  - 1900: Blick von Süden durch die Köbelingerstraße zur Marktkirche (S 7; auch als S 52 mit anderem Text);
  - 1901: Die Potthofstraße (S 34);
  - 1902: Aegidienkirchhof / Ecke Marktstraße (S 31)[16]
  - Blick durch die Schuhstraße[17]

- Abdrucke von Reineckes Arbeiten finden sich beispielsweise unter dem Titel Beginenturm in dem 1910 vom Hofbuchhändler Adolf Kiepert verlegten und 1984 als Nachdruck vom Verein zur Förderung des Fremdenverkehrs beziehungsweise des Amtes für Verkehrsförderung herausgegebenen Buch Hannover in Wort und Bild.[18]

Anfang des 21. Jahrhunderts erwarb das Museum im Schloss Pyrmont mehrere frühe Pyrmonter Aufnahmen aus der Zeit von etwa 1880 bis 1885, darunter eine Fotografie Reineckes von der Helenenquelle.